# كاري لاندري
كاري لاندري (بالإنجليزية: Carey Landry)‏ هو كاتب أغاني أمريكي، ولد في 1944.